# Fuck Me Jesus
Fuck Me Jesus prvi je demoalbum švedskog black metal-sastava Marduk objavilen u lipnju 1991. godine.

## Popis pjesama
| 1.    | »Intro: Fuck Me Jesus«       | 0:38 |
| 2.    | »Departure from the Mortals« | 3:19 |
| 3.    | »The Black...«               | 4:05 |
| 4.    | »Within the Abyss«           | 3:39 |
| 5.    | »Outro: Shut Up and Suffer«  | 0:59 |
| 12:40 |                              |      |

## Zasluge
Marduk
- Andreas Axelsson – vokali
- Morgan Håkansson – gitara
- Rickard Kalm – bas-gitara
- Joakim Göthberg – bubnjevi

Ostalo osoblje
- Dan Swanö – miks
- Cricka – naslovnica albuma